# Чувашский интернет
Чувашский интернет (чув. Чӑва́ш Интерне́чӗ, Чӑваште́т, Чӑваш Тете́лӗ) — чувашеязычная сфера в сети Интернет.
Относящиеся к Чувашскому интернету (то есть чувашеязычные) ресурсы Интернета могут располагаться в любых доменах (или не иметь домена), а соответствующие серверы могут физически находиться в любой стране мира. К Чувашскому Интернету обычно относят не только сайты Всемирной паутины, но и другие сервисы Интернета, используемые для общения на чувашском языке (мессенджеры, IRC, электронная почта), хранения и передачи мультимедийных произведений на чувашском языке (файлообменные сети, интернет-радио, интернет-телевидение). Ресурсами Чувашского Интернета пользуются чувашеговорящие граждане многих стран мира.
Технически тексты на чувашской кириллице можно распознать по чувашской кириллической кодировке, содержащей, помимо букв русского алфавита, также буквы латиницы Ă ă, Ĕ ĕ, Ç ç, Ÿ ÿ (весьма редко встречаются тексты, в которых использовались буквы кириллицы Ӑ ӑ, Ӗ ӗ, Ҫ ҫ , Ӳ ӳ), а тексты на чувашской латинице — по чувашской латинской кодировке.

## Название

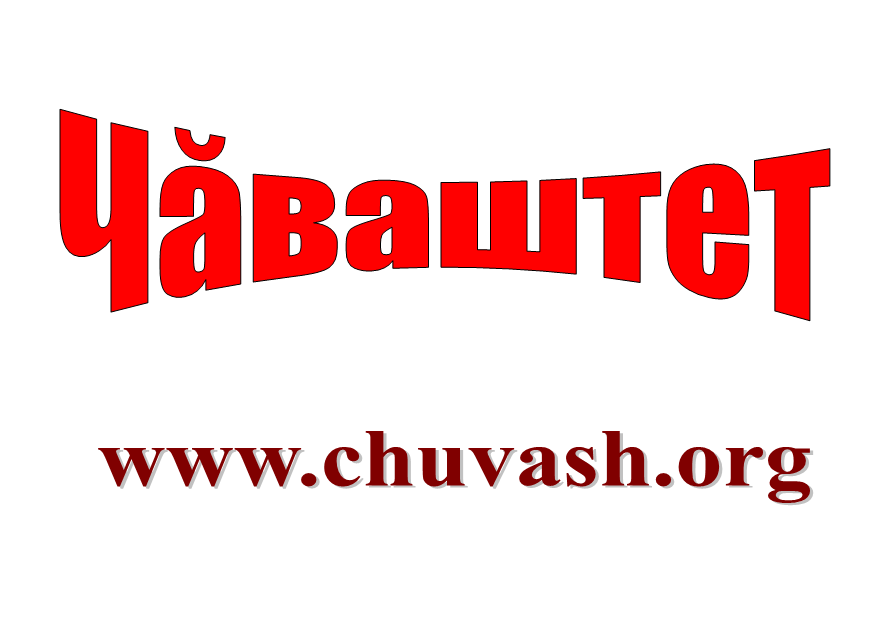
Название «Чӑваштет» в офлайновой рекламе сайта (весна 2006 года)

Свобода доступа пользователей Интернета к информационным ресурсам не ограничивается государственными границами и/или национальными доменами, но языковые границы сохраняются. Преобладающим языком Интернета является английский язык. Вторым по популярности является китайский, а третьим — испанский.
Язык является одним из часто используемых признаков деления Интернета, наряду с делением по государствам, регионам и доменам первого уровня. Название языковых сфер Интернета даётся по названию используемого языка, как и название языковых разделов Википедии. Чувашеязычную Википедию принято называть «Чувашской Википедией». Чувашеязычная сфера Интернета получила название «Чувашский Интернет».
В качестве имени Чувашского Интернета в чувашском языке параллельно используются три названия: Чӑваш Интернечӗ, Чӑваштет, Чӑваш Тетелӗ.

## История
Логическим началом развития сетей передачи данных на чувашском языке можно считать распространение по территории России и Чувашии почты, журналистики, затем телеграфа, телефона, радиосвязи, телевидения и т. д.

### Хронология
- Ноябрь 1996 года — создан интернет-портал Администрации Президента Чувашии CAP.ru.
- — первые веб-страницы с религиозной пропагандой на чувашском языке: чувашеязычный раздел Официального сайта Свидетелей Иеговы[2]. Регулярно обновляется. Публикации на чувашском языке можно читать онлайн, бесплатно скачивать, некоторые публикации озвучены.
- 2002 год — в таблицу символов Юникода версии 3.2 были добавлены компьютерные символы чувашских кириллических букв Ӑ ӑ, Ӗ ӗ, Ҫ ҫ , Ӳ ӳ[3].
- Март 2004 года — открылся «Аналитический сайт о чувашском», при котором действовал форум для общения на чувашском языке[4]. Доменное имя Chuvash.ru было зарегистрировано 29 июня 2006 года на имя Иона Васильева[5].
- 7 января 2005 года — открылся форум «Чӑваш чӗлхи» для общения на чувашском языке на форумах «НА-СВЯЗИ.ru»[6].
- 25 августа 2005 года — заработала интернет-радиостанция «Ethnicradio.net», первая начавшая радиовещание на чувашском языке в Интернете[7].
- 7 сентября 2005 года — создана система форумов при «Чувашском народном сайте»[8].
- 27 января 2006 года — вышла первая статья о Чувашском Интернете на чувашском языке. В газете «Сувар» было напечатано интервью с Ikăruk-ом «Чӑваш Интернечӗ: малашлӑха пӗрле утар» (чув. Чувашский Интернет: шаг в будущее)[9].
- 12 марта 2009 года — на заседании Межведомственной комиссии по чувашскому языку по результатам обсуждения докладов Н. А. Плотникова, В. Ю. Андреева и И. В. Алексеева было рекомендовано в электронной чувашской письменности на кириллице использовать символы Юникода под кодами: ă (U+0103), Ă (U+0102), ĕ (U+0115), Ĕ (U+0114), ç (U+00E7), Ç (U+00E7), ÿ (U+00FF), Ϋ (U+0178)[10], то есть буквы латиницы Ă ă, Ĕ ĕ, Ç ç, Ÿ ÿ.
- 27 июня 2024 года — в базу онлайн-переводчика Google был добавлен чувашский язык[11].

## Сообщества
Доступность сервисов Интернета (форумы, блоги, социальные сети), предоставляющих возможности для поиска и общения с людьми со схожими интересами и взглядами на мир, способствовало формированию чувашских интернет-сообществ.

### История
Первое чувашское интернет-сообщество сформировалось в 2005 году на форумах «Чувашского народного сайта». В настоящее время сообщество объединяет активных деятелей Чувашского Интернета и параллельно использует несколько средств коммуникации, в том числе Skype, Google Talk, электронную почту и т. д.
Развитие русскоязычных социальных сетей Одноклассники.ru и В Контакте способствовало формированию новых чувашских интернет-сообществ. В частности, на сайте Одноклассники.ru существуют группы «Чувашия — наш родной край», «Чуваши за пределами республики», «Чуваши Татарстана», «Елчек Ен».

## Организации
Значимый вклад в развитие языкового разнообразия в Интернете вносят государственные и муниципальные, коммерческие и некоммерческие организации. Перспективы Чувашского Интернета определяются не только деятельностью участников чувашского интернет-сообщества, но и действиями государственных и негосударственных организаций.

### Органы государственной власти Чувашской Республики
В издании Российского комитета Программы ЮНЕСКО «Информация для всех» и Межрегионального центра библиотечного сотрудничества «Многоязычие в России: региональные аспекты», посвящённого вопросам сохранения многоязычия и развития языкового разнообразия в киберпространстве, представлен региональный опыт работы по сохранению языкового разнообразия, в том числе и в киберпространстве. О деятельности органов государственного управления Чувашской Республики рассказывается в статье бывшего министра культуры Чувашской Республики Н. И. Володиной «Чувашская Республика».

### Органы муниципальной власти Чувашской Республики
В последние годы на сайтах органов муниципальной власти Чувашской Республики начали размещаться тексты не только на русском, но и на чувашском языке.

### Научно-исследовательские и образовательные учреждения
Среди научных и образовательных учреждений, информация на чувашском языке размещается только на сайтах ЧГИГН, факультета чувашской филологии и культуры ЧГУ им. И. Н. Ульянова и факультета чувашской филологии ЧГПУ им. И. Я. Яковлева.
На всех остальных сайтах научно-исследовательских и образовательных учреждений Чувашской Республики (вузов, школ, техникумов и училищ), как и на сайтах учреждений других регионов Российской Федерации, информации на чувашском языке нет.

## Деятели
В развитие Чувашского Интернета существенный вклад внесли:
- Н. В. Фёдоров — инициатор создания Официального портала органов власти Чувашской Республики «CAP.ru»[18].
- Ион Шеремет, Борис Чиндыков, Николай Лукианов[19] — создатели сайта «Аналитический сайт о чувашском»[4].
- Viktor V. — создатель сайтов Vula căvashla[20], Căvashla şyrnă hajlavsene internetra jĕrleken, puhakan sajt[21], CavashLat — CVLat — CăvashLatnă Lattinle Şyrulăh Sajcĕ[22].
- Мирон Толи[23] — создатель сайта чувашской национально-культурной автономии Калининградской области[24] и администратор Чувашской Википедии.
- Влад Михайлов — создатель первой чувашской радиостанции в Интернете «Ethnicradio.net»[7].
- Ikăruk — создатель (совместно с А.. В. Алексеевым) электронной версии чувашско-русского словаря для Lingvo, раскладки клавиатуры для чувашской кириллицы «Chuvash Cyrillic», соавтор малого словаря чувашских компьютерных терминов и интернет-журналист[25].

### Библиотеки
На сайте Национальной библиотеки Чувашской Республики доступны электронные версии книг на чувашском языке в формате PDF. Там же можно ознакомиться с публикациями на чувашском языке о Национальной библиотеке Чувашской Республики.

### Архивы
С публикациями на чувашском языке можно ознакомиться на сайте «Архивы Чувашии»

## Проекты
Становление Чувашского Интернета шло через создание и реализацию сетевых проектов, в которых в той или иной форме принимало участие множество людей.

## Сервисы

### Вики
На технологии вики работают сайт Чувашской Википедии, сайт «Чувашские Викиучебники» и «Чувашский народный сайт».

### Новостные услуги
Большинство офлайновых чувашских газет имеет онлайн-версии.
На некоторых официальных сайтах сельских муниципальных районов Чувашской Республики размещаются новости на чувашском языке в формате HTML, а также версии районных газет в формате PDF. Некоторые чувашские районные газеты Чувашской Республики также имеют собственные сайты.
Идёт работа над созданием чувашского раздела Викиновостей.

### Сервисы знакомств
Служба знакомств действует на «Чувашском народном сайте».

### Онлайновые словари
В Интернете свободно доступен сервис онлайнового перевода слов с чувашского языка на русский и обратно.

### Онлайновые библиотеки
Библиотека литературы на чувашском языке действует при «Чувашском народном сайте». На 18 ноября 2009 года в этой библиотеке было собрано 2 189 произведений 476 авторов. Также действует сайт «Вула чӑвашла», где собраны и классифицированы произведения свободно доступные произведения чувашских авторов.

### Галереи
Галерея открыта при «Чувашском народном сайте».

### Форумы
Сервис форумов предлагают «Чувашский народный сайт», форум ЧӐВАШСЕМ, «Аналитический сайт о чувашском», сайт села Батырево.

### Блоги
Пользователи Чувашского Интернета ведут блоги на чувашском языке как на кириллице, так и на латинице.

### Аудиоподкастинг
Аудиоматериалы на чувашском языке доступны для прослушивания и скачивания на российском подкаст-терминале Rpod.ru. Там же можно прослушать и поэму чувашского поэта К. В. Иванова «Нарспи» в русском переводе. Читает Алатар.

### Видеоподкастинг
Видеоматериалы на чувашском языке доступны для просмотра и скачивания на YouTube.

### Интернет-телевидение
Онлайновое телевещание передач на чувашском языке осуществляет ГТРК «Чувашия».

### Интернет-радио
Онлайновое радиовещание на чувашском языке в Чувашском Интернете осуществляют:
- интернет-радио «Ethnicradio.net»[7], автор проекта Влад Михайлов родом из Ядринского района Чувашии;
- Национальное радио Чувашии[53];
- Радио Чувашии[54].

## Локализация
Силами участников онлайновых сообществ Чувашского Интернета проводится локализация программного обеспечения с английского на чувашский язык. В июле 2007 года вышла статья И. В. Алексеева и Г. А. Дегтярёва «К вопросу о создании компьютерной терминологии на чувашском языке».

## Алфавиты и раскладки клавиатуры
При создании сайтов на чувашском языке используется как кириллический алфавит, так и чувашская латиница.
Для каждого из алфавитов предложены собственные раскладки клавиатуры. Для чувашского алфавита на основе русской графики предложены раскладки клавиатуры на основе русской раскладки ЙЦУКЕН (Русская). Для чувашского алфавита на латинице предложены раскладки клавиатуры на основе латинских раскладок QWERTY и Colemak.

## Шрифты
Развитие сетевых ресурсов на том или ином языке невозможно без существования компьютерных шрифтов, включающих все буквы алфавита этого языка.
Если все символы букв чувашского алфавита на латинице присутствуют во всех широко используемых компьютерных шрифтах, таких как Times New Roman, Arial, Calibri, Cambria, Verdana, Courier New, а также входят в набор символов Windows Glyph List 4, то ситуация со шрифтами для чувашского кириллического алфавита иная.
Отсутствие достаточного количества общедоступных шрифтов профессионального качества, включающих буквы кириллицы Ӑ ӑ, Ӗ ӗ, Ҫ ҫ , Ӳ ӳ, резко ограничивает возможности создания, дизайна и размещения текстов на чувашской кириллице в Интернете. Подобная проблема существует и у других российских народов. По мнению Э. Л. Якупова логичным в такой ситуации представляется следующее решение: «Государство заказывает разработку комплекта общенациональных шрифтов и выкладывает их в сеть. Кроме того, желательно, чтобы эти шрифты включались в локализованные операционные системы, распространяемые на территории России. Данные шрифты должны как минимум поддерживать все языки с числом говорящих свыше 10 тыс. человек».
Руководство России не решает проблему со шрифтами для кириллических алфавитов российских народов. В этой ситуации Межведомственная комиссия по чувашскому языку вынуждена была рекомендовать использовать для печати на чувашском языке вместо букв кириллицы Ӑ ӑ, Ӗ ӗ, Ҫ ҫ, Ӳ ӳ схожие по начертанию буквы латиницы Ă ă, Ĕ ĕ, Ç ç, Ÿ ÿ, которые присутствуют в распространённых компьютерных шрифтах, включены в набор символов Windows Glyph List 4. Хотя использование в чувашской кириллической письменности букв латиницы Ă ă, Ĕ ĕ, Ç ç, Ÿ ÿ порождает проблему с алфавитной сортировкой, но реализуемых альтернативных решений на данный момент нет. В 2009 году по заказу Роспечати был выпущен первый шрифт гарнитуры ПТ, содержащий символы для всех языков Российской Федерации, включая чувашский.

## Ресурсы
В данном разделе рассматриваются крупнейшие информационные ресурсы Чувашского Интернета.

### «Фонд Викимедиа»

#### Чувашская Википедия

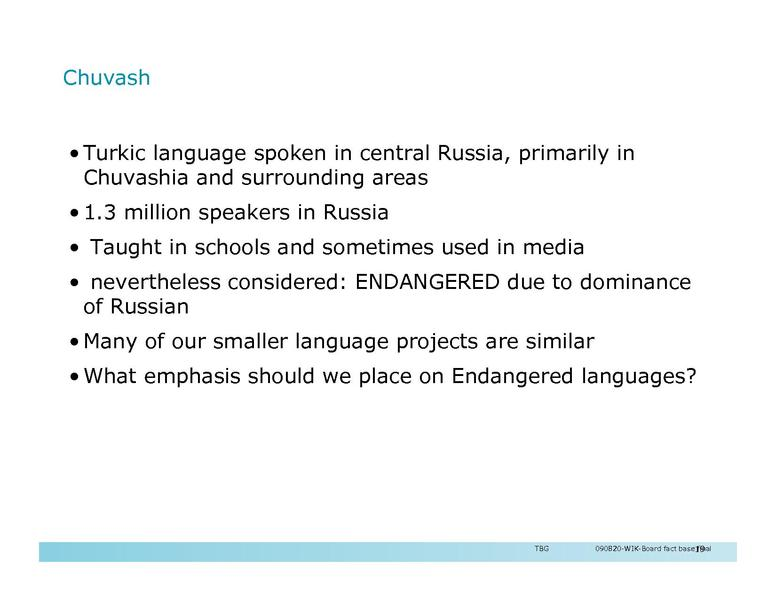
Слайд из презентации Джимми Уэйлса

Одним из крупнейших сайтов чувашской сферы Интернета является чувашский раздел Википедии (чув. Википеди). Основатель Википедии Джимми Уэйлс на ежегодной международной конференции «Фонда Викимедиа» Викимания 2009 на примере Чувашской Википедии показал значение Википедии для языков, находящихся на грани исчезновения.

#### Чувашские Викиучебники
Чувашеязычный раздел сайта «Викиучебник» (чув. Викикӗнеке) используется для написания учебников на чувашском языке. У сайта пока что нет администраторов.
На данный момент на сайте Чувашские викиучебники пишутся книги:
- Шупашкар;
- Чӑваш чӗлхинче миҫе падеж?
- Тӗрӗсем;
- Тутлӑ апат-ҫимӗҫ;
- Интернетра информаци шыравӗ;
- Joomla! вӗрентекен кӗнеке;
- MediaWiki вӗрентекен кӗнеке;
- Интернета валли текст: тӗрӗс ҫырасси;
- Массӑллӑ информаци хатӗрӗсен техника тата технологийӗ;
- Чӑвашсен авалхи уявӗсем тата ӱнерӗ;
- Чӑваш чӗлхи: аваллӑхран малашлӑха.

#### Чувашские Викиновости
Чувашский раздел Викиновостей (чув. Викихыпар) находится в Викиинкубаторе.

#### Чувашская Викитека
Чувашский раздел Викитеки (чув. Викивулавӑш) также требует завершения первичной настройки сайта и создания базовых страниц.

### Сайты доменной зоны «CAP.ru»
В доменную зону «CAP.ru» входят сайты органов государственной и муниципальной власти Чувашской Республики, Национального радио Чувашской Республики, а также иных государственных, муниципальных и общественных организаций республики, объединённых в рамках Официального портала органов власти Чувашской Республики «CAP.ru».
Программной основой сайтов доменной зоны «CAP.ru», объединённых в рамках Официального портала органов власти Чувашской Республики «CAP.ru», является «Информационная система „Портал органов исполнительной власти“ Чувашской Республики», проектирование которой осуществлено на основе пакета IntraTools®, разработанного ООО «Интернет-Сервис».
Ряд сайтов, входящих в доменную зону «CAP.ru», работает на иных системах управления содержимым. В частности сайт Национальной библиотеки Чувашской Республики.
В последние годы на сайтах органов муниципальной власти Чувашской Республики начали размещаться тексты не только на русском, но и на чувашском языке, что позволяет относить эти сайты к Чувашскому Интернету.
Аббревиатура CAP образована из начальных букв слов, входящих в словосочетание. Точная информация о том какое словосочетание было первичным отсутствует. В связи с этим участниками Чувашского Интернета были предложены три варианта прочтения аббревиатуры, образованные из чувашских и русских слов, транслитерированных на латиницу по ГОСТ 7.79—2000:
- Čăvaš administracĭn portalĕ (портал администрации Чувашской Республики);
- Čăvaš atalanu portalĕ (портал развития Чувашской Республики);
- Сервер администрации prezidenta.

#### Критика
Основным предметом критики Официального портала органов власти Чувашской Республики «CAP.ru» является нарушение положений пункта 2 статьи 19, пункта 2 статьи 26, пунктов 2 и 3 статьи 68 Конституции Российской Федерации, статьи 8 Конституции Чувашской Республики, Закона Чувашской Республики «О языках в Чувашской Республике».
В соответствии со статьёй 9 Закона Чувашской Республики «О языках в Чувашской Республике» законы Чувашской Республики должны официально публиковаться на чувашском и русском языках, но на сайтах органов власти представлены только русскоязычные тексты законов.
Одной из причин отсутствия чувашеязычных текстов является несовершенство программного обеспечения (системы управления содержимым) сайтов Официального портала органов власти Чувашской Республики и доменной зоны «CAP.ru» — отсутствие поддержки Юникода. По этой причине:
- на страницах сайтов не отображаются буквы кириллицы Ӑ ӑ, Ӗ ӗ, Ҫ ҫ , Ӳ ӳ;
- в гостевых книгах сайтов не отображаются буквы кириллицы Ӑ ӑ, Ӗ ӗ, Ҫ ҫ , Ӳ ӳ и внешне схожие по написанию буквы латиницы Ă ă, Ĕ ĕ, Ç ç, Ÿ ÿ.

В информационную систему «Портал органов исполнительной власти» Чувашской Республики не заложена сама возможность выбора пользователем языка интерфейса сайта.

### Сайты доменной зоны «Chuvash.org»
Головной сайт доменной зоны «Chuvash.org» был создан в августе 2005 года Н. А. Плотниковым.
В настоящее время в доменную зону «Chuvash.org» входят сайты:
- «Чувашский народный сайт».
- Знакомства на Chuvash.org[38].
- Электронлӑ сӑмахсар[39].
- Электронлӑ вулавӑш[40].
- Галерея «Чӑваш тӗнчи — Чувашский мир»[42].
- Чӑваш халӑх канашлӑвӗ[8].

## Ограничивающие факторы
Развитие Чувашского Интернета ограничивается несколькими факторами:
- снижение числа говорящих на чувашском языке
- вытеснения чувашского языка из повседневного общения
- слабое продвижение чувашского языка в новую коммуникационную среду.
- упадок в социально-экономической области, случившийся в республике после распада Советского Союза пагубно повлиял на духовный уровень населения.